# 스중구 (짜오좡시)
스중구(한국어: 시중구, 중국어: 市中区, 병음: Shìzhōng Qū)는 중화인민공화국 산둥성 짜오좡 시의 현급 행정구역이다. 넓이는 375km2이고, 인구는 2007년 기준으로 510,000명이다.

## 행정 구역
6개 가도, 3개 진, 2개 향을 관할한다.
- 가도: 中心街街道, 各塔埠街道, 矿区街道, 文化路街道, 龙山路街道, 光明路街道.
- 진: 税郭镇, 孟庄镇, 齐村镇.
- 향: 永安乡, 西王庄乡.